# 新巡者
《新巡者》（俄语：Новый Дозор；中國大陸稱作《新守护者》），哈薩克裔俄羅斯籍作家謝爾蓋·盧基揚年科於2012年出版的奇幻小說，是巡者系列的第五部。作者以1990年代晚期的莫斯科為背景，描寫了由光明超凡人組成的夜巡隊及由黑暗超凡人組成的日巡隊之間的爭奪勢力，恩怨糾結的故事。由於巡者系列在台灣大受歡迎，此集新巡者的部分情節移師到台灣，以表示作者感謝台灣讀者的支持。

## 故事簡介
芙阿蘭事件過了近十年，日夜巡隊回歸平靜，安東重投巡隊的工作。一日，安東在機場偶遇一個未被啟蒙的少年先知凱沙，並拯救了他的生命，卻料想不到引發了幽界的老虎出現。傳說中，老虎要在先知說出第一個預示之前殺了先知，除非先知能在無人的環境下先說出預言，老虎自然會離開。安東救了凱沙後，老虎到巡隊的總部欲殺了凱沙，凱沙最後都能說出預言，而一具玩具電話錄下了預言。巡隊對老虎及先知等事仍然是一個迷，因此派安東到英國尋找一位老先知詢問，此行對安東並無大收獲，只是得到一隻封印了預言的木杯及遇上被通緝的阿麗娜，並且得知預示的實現需要使這項預示讓凡人知道，至於超凡人若是得知預示則會被老虎殺害。阿麗娜建議安東到台灣查問另一位知情者。去到台灣，這位知情者卻說老虎是為了逼先知儘快說出預言才追殺先知，安東認為各種說法充滿矛盾。安東和阿麗娜後來聽到了老先知和凱沙的預言，知道預言講安東的女兒無極巫師有能力毀滅幽界，而且安東是握有決定權的人，老虎為了自保，避免預言成真，因此要追殺安東等人。阿麗娜則認為幽界從凡人的遭遇上吸取能量以及老虎藉由逼迫先知說出預言的行動，對於凡人而言是個災難，因此打算推動預示的成真，就算所有超凡人的施法能力作代價。最終安東原先打算犧牲自己與阿麗娜使用時間囚牢這項能永遠囚禁施術者與被施術者的法術，藉此說服了老虎安東不洩漏預示的決心，老虎因此救出了安東並且離開。

## 先知
有能力說出預示的超凡人。先知不只預見自己或別人的未來，還能計算全世界的現實線，因此先知說的是人類未來的走向。先知所說出的第一個能夠實現的預示稱為主要預示，內容通常是涉及全人類且影響深遠、具歷史意義的重大事件。

## 預示
先知對於人類未來的走向所作出的預告，只要凡人聽到即為必然發生的事實；被凡人聽過的預示不可能改變，但具體發生的時間和方式不明，且這些事實在當時乍看之下可能並無意義，往往多年後事後回顧才得知其時代意義。先知經常會在說完後忘記自己說過的預示。
已證實的預示:
- 1956年法國先知安德烈‧里亞弗雷：「不久後瑪麗這個女孩把裙子改短，以裸露的腳妝點世界」

事實：1963年英國倫敦的瑪麗‧關展示一系列迷你裙，震驚全世界，導致性革命、性解放
- 阿拉斯泰爾‧麥斯威爾的出生

事實：1960年左右澳洲出生的阿拉斯泰爾‧麥斯威爾還沒滿月就死在澳洲，使雙親婚姻破裂。後來其母親與另一男子生下第二個孩子，此小孩一生平淡無奇，但在五十歲時救起一個溺水的女孩，此女孩日後成為澳洲日巡隊最強的巫師之一
- 瑪莎：「(在1915年的俄羅斯宮廷)皇子將死去，沙皇心悲悽。布爾什維克，吊死在囚室。戰事達九年，莫斯科落難，大火來籠罩。德軍砲攻烏克蘭，日本劍揮西伯利亞。饑餓難忍耐，人民死大半，其餘皆流離。」

事實：此預示受阿麗娜介入，她延長太子的存在，表面上預示受到改變，事實上都實現了。九年的戰事指從第一次世界大戰(1914)到俄羅斯內戰結束(1923)；饑荒發生在窩瓦河沿岸、哈薩克、烏克蘭；人民流離指的是受全球化
- 埃拉斯謨．達爾文：「臨死之前安東到來, 他知道第一個預示的意義, 並聽見最後一個預示」

事實：埃拉斯謨聽取了自己多年前說出的主要預示，並遭到不希望預示實現的老虎殺害。安東聽見他的遺言(最後一個預示)，亦透過他之前給予的藏著該主要預示的杯子而得知他的主要預示(第一個預示)
- 凱沙．托爾科夫：「你—安東．戈羅捷茨基，你是光明超凡人，你是娜吉婭的父親，你把我們大家...你把我們大家......」

事實：這個預示出現了兩次但都沒有說完，可能和後來揭示的凱沙或埃拉斯謨的主要預示內容相符，亦可能是完全無關的預示
- 凱沙．托爾科夫：「老虎來了，老虎來了，老虎來了。老虎來找你，老虎想要活。幽界睡著了，法力很少、很少、很少；等待預示很久、很久、很久。娜吉婭﹗娜吉婭可以，娜吉婭可以。不可能除以零，不可能除以零。零乘零等於零，零乘零等於零。殺死老虎﹗你殺死老虎，殺死幽界﹗你殺死老虎，殺死幽界﹗你殺死老虎......」

事實：此為凱沙的主要預示，但因紀錄不完整故無法實現，然而卻透露了一些事實：幽界派出老虎狙擊先知，目的是加速先知說出主要預示，因主要預示會導致世界的變動與災難，而凡人的巨大歡樂和悲痛並產生命能量，使幽界得以活下去。但因先知數目少且大多不希望自己不好的預示被實現，所以實現的預示很少，幽界的力量也變少，故此幽界認為所有預示都應被說出而派出老虎。然而埃拉斯謨和凱沙的預示卻指出娜吉婭(零度巫師)將毀滅幽界及其產生的魔法，而可以影響娜吉婭的決定的則是安東，但幽界卻無法抵抗娜吉婭，為了生存下去，老虎決定阻止二人的預示實現
- 埃拉斯謨．達爾文:「他來找我們，劊子手快來了，想要讓你說出；劊子手快來了，想要讓你沉默。劊子手需要鮮血，劊子手需要生肉。劊子手喝鮮血，劊子手吃身體，劊子手帶走靈魂。鮮血、生肉、靈魂，總是太少、太少、太少，這讓劊子手想睡覺。劊子手會來，劊子手永不停止，劊子手不睡覺，劊子手準備工作。只有少女，在謊言中出生的少女，拒絕法力的大巫師的女兒，吸取別人法力的大巫師的女兒。只有這個小女孩，小女孩能殺死劊子手。少女艾爾皮絲—謊言的女兒，少女艾爾皮絲—劊子手的姊妹。劊子手是全世界的能量，劊子手集全世界魔法於一身。少女能殺死劊子手，少女能毀滅魔法。殺死劊子手，就會殺死魔法﹗殺死劊子手，就會殺死魔法﹗……（以下為針對安東的預言）你，來自嚴寒北國的魔法師，在你的時代沒聽到該聽的東西，所以幻化為無形體的影子來到此地，知道了不想知道的事。劊子手會死，魔法將離開世界。你的選擇，她的法力，她的命運。老虎會來，你必須做決定。然而，無論你的決定是甚麼，你將永不得安寧。我很同情你，請原諒我。」

事實：此為埃拉斯謨的主要預示，艾爾皮絲是希望女神，暗示娜吉婭(娜吉婭的名字出自俄文的希望一詞)，劊子手則是埃拉斯謨時代對老虎的稱呼。此預示和日後凱沙的預示相乎，但因安東不希望預示成真而以自我犧牲成功說服老虎離開，使預示目前無法實現。